# Erasmus James Philipps
Erasmus James Philipps (23 avril 1705 - 26 septembre 1760) est le deuxième membre ayant siégé le plus longtemps au Conseil de la Nouvelle-Écosse (en) (1730-1760) et le neveu du gouverneur de la Nouvelle-Écosse, Richard Philipps (en). Il était également capitaine du 40e régiment d'infanterie. Il est député à l'Assemblée législative de la Nouvelle-Écosse de 1759 à 1760. À la retraite du lieutenant-gouverneur Paul Mascarene, le major Philipps devient commandant des forces à Annapolis Royal, en Nouvelle-Écosse (1749-1760). Il organise la campagne Cape Sable (en) pendant la guerre de la Conquête. Il est le plus ancien colon connu de la Nouvelle-Écosse (vers 1721) à avoir été enterré à l'ancien cimetière d'Halifax. 

## Carrière

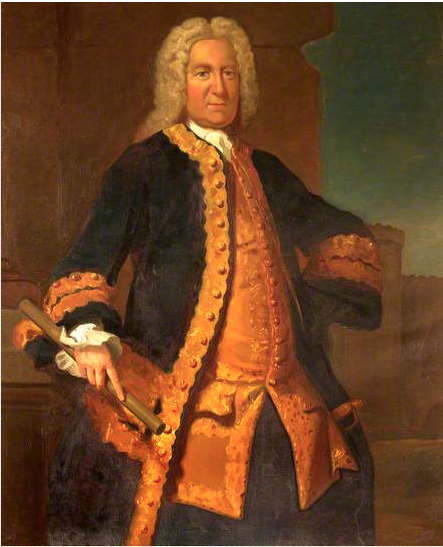
Richard Philipps, l'oncle Erasmus

Philipps naît à Londres. Il parle couramment le français. 
Il entre dans l'armée à l'âge de 16 ans. Il est affecté à Annapolis avec le 40e régiment et sert sous la direction d'Armstrong, qui remplace son oncle Richard Philipps. Erasmus écrit de rares lettres au gouverneur alors qu'il se trouve en Angleterre ; elles sont conservées intactes au vingt-et-unième siècle. Il participe à la tentative d'obtenir un serment d'allégeance des Acadiens, ce que ces derniers refusent en 1727. Au printemps de 1727, il se rend à Beaubassin sous l'ordre du lieutenant-gouverneur Lawrence Armstrong de faire prêter serment de loyauté envers la Grande-Bretagne aux Acadiens de cette ville ; les Acadiens refusent à nouveau d'obtempérer. En 1730, Philipps est nommé au Conseil de la Nouvelle-Écosse (en). 
Il est ensuite affecté à Canso avec son régiment en 1728. Il est nommé avocat de la vice-cour d'amirauté de la Nouvelle-Écosse (1729-1749). Il devient ensuite secrétaire du Conseil de la Nouvelle-Écosse (en) (1731-1760). La chambre de commerce lui demande de l'aider à régler les différends concernant les frontières entre le Massachusetts et le Nouveau-Hampshire, ainsi qu'entre le Massachusetts et Rhode Island. Il devient franc-maçon alors qu'il travaille sur une commission pour résoudre les frontières en Nouvelle-Angleterre et, en 1739, est nommé grand maître provincial pour la Nouvelle-Écosse ; Philipps fonde le premier pavillon maçonnique au Canada à Annapolis Royal.  

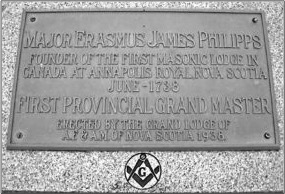
Plaque Erasmus James Philipps, Annapolis Royal, Nouvelle-Écosse

Pendant la troisième guerre intercoloniale, Philipps s'occupe de fournir un logement et du matériel aux troupes pendant la bataille de Grand-Pré (1747). Il survit à l'attaque française et retourne à Annapolis Royal. Lors de la réorganisation de la législature provinciale en 1749, Philipps est nommé au nouveau conseil. 
Il organise la campagne Cape Sable pendant la guerre de la Conquête. Élu à l'Assemblée provinciale en 1759, il meurt à Halifax l'année suivante, à l'âge de 55 ans, d'apoplexie. 

## Voir également
- Franc-maçonnerie au Canada
- Franc-maçonnerie